# Arash Miresmaeili
Arash Miresmaeili (in persiano آرش میراسماعیلی‎; Khorramabad, 3 marzo 1981) è un judoka iraniano, campione del mondo nella categoria -66 kg.

## Biografia
Miresmaeili è diventato membro della nazionale iraniano di Jūdō all'età di 15 anni. Ai Giochi Olimpici 2000 a Sydney ha conquistato il quinto posto nei 66 kg.
Nell'anno successivo, è diventato campione del mondo di Jūdō a Monaco di Baviera. È stato il primo iraniano nella storia, a conquistare un titolo di campione del mondo. Ha difeso con successo questo titolo nel 2003 ai campionati del mondo di Osaka.
Ai Giochi Olimpici 2004 ad Atene Miresmaeili, è stato al centro di uno scandalo politico, in quanto non ha voluto combattere contro il Judoka israeliano Ehud Vaks per esprimere in questo modo la sua simpatia per il popolo palestinese. Tuttavia Miresmaeil è stato portabandiera della squadra olimpionica dell'Iran durante la cerimonia di apertura. Il 14 agosto 2004 ha ritirato la sua minaccia di boicottaggio ma non è stato ammesso alle gare poiché aveva superato il limite di peso.
Comunque i commenti ufficiali iraniani hanno sostenuto il gesto del loro atleta. L'IRNA (agenzia di notizie statale iraniana) ha riferito che il Presidente iraniano Mohammad Khatami ha detto che il gesto di Miresmaeili sarà registrato nella "storia delle glorie iraniane" e che la nazione lo avrebbe considerato "il campione dei Giochi Olimpici del 2004". Il presidente della squadra Olimpica iraniana Nassrollah Sajadi ha dichiarato al giornale di Sharq che il governo darà all'atleta $115,000 per le sue azioni, il premio statale per i vincitori della medaglia d'oro. Il sindaco di Tehran, Mahmoud Ahmadinejad ha detto che sebbene Miresmaeili non ha vinto la medaglia di oro, si è guadagnato eterno onore dal suo rifiuto".